# Teresa Reyes Sahagún
Teresa Guadalupe Reyes Sahagún (15 de octubre de 1963) es una política mexicana miembro del partido Movimiento Regeneración Nacional (Morena). Ha sido diputada federal y, de octubre de 2023 a agosto de 2025, fue titular de la Comisión Nacional de Búsqueda.

## Biografía
Es Licenciada en Estudios Latinoamericanos por la Universidad Nacional Autónoma de México (UNAM), Maestra en Defensa y Promoción de los Derechos Humanos por la Universidad Autónoma de la Ciudad de México (UACM) y doctorante en Conocimiento y Cultura en América Latina por el Instituto Pensamiento y Cultura en América Latina A.C. (IPECAL). Tiene, además, estudios de diplomados en Historia, Pensamiento y Problemas Contemporáneos de América Latina por la UACM; en Pensar Crítico e Investigación por el IPECAL; en Los Derechos Humanos y la Reforma Constitucional del 10 de junio de 2011 por la Comisión Nacional de los Derechos Humanos (CNDH); en Derechos Sociales y Justicia Social por la UNAM; y, en Planeación y Gestión Municipal por la Universidad Autónoma Metropolitana (UAM).
En 2000, fue directora de Recursos Humanos de la Secretaría de Finanzas del Gobierno del Distrito Federal. Hasta 2008 fue jefa de departamento en la Dirección General de Educación y Promoción de Derechos Humanos de la Comisión de Derechos Humanos del Distrito Federal (CDHDF), y de 2008 a 2009, fungió como Subcoordinadora del Programa de Promoción Territorial de los Derechos Humanos en la Dirección General de Educación y Promoción de Derechos Mumanos de la misma CDHDF.
En 2009, postulada por el Partido del Trabajo (PT), fue elegida diputada federal por el principio de representación proporcional a la LXI Legislatura, terminando sus funciones en 2012. En esta legislatura, fue secretaria de la Comisión de Población, Fronteras y Asuntos Migratorios; e integrante de las comisiones de Derechos Humanos; de Participación Ciudadana; Especial para Conocer y dar Seguimiento Puntual y Exhaustivo a las Acciones que han Emprendido las Autoridades Competentes en Relación a los Feminicidios Registrados en México; y, Especial sobre la No Discriminación.
De 2018 a 2021, en el gobierno del presidente Andrés Manuel López Obrador, fue titular de la Unidad de Coordinación de Delegaciones de la Secretaría de Bienestar; y de marzo de 2021 a octubre de 2023 fue directora general del Instituto Nacional para la Educación de los Adultos.
El 23 de octubre de 2023 fue anunciado su nombramiento como titular de la Comisión Nacional de Búsqueda, sustituyendo en el cargo a Karla Quintana Osuna, quien renunció al discrepar del gobierno sobre las cifras del censo de desaparecidos. Su designación, fue rechazada por un sector de organizaciones defensoras de derechos humanos y de la sociedad civil por considerar que no tendría la experiencia necesaria para el cargo, de los que se defendió el 14 de diciembre durante la presentación del nuevo Censo de Desaparecidos.
El 29 de julio de 2025 la secretaría de Gobernación anunció su renuncia al cargo de titular de la Comisión Nacional de Búsqueda, anunciando que esta sería efectiva al 31 de agosto del mismo 2025.